# Герман (округ Шавано, Вісконсин)
Герман (англ. Herman) — місто (англ. town) в США, в окрузі Шавано штату Вісконсин. Населення — 739 осіб (2020).

## Демографія
Згідно з переписом 2010 року, у місті мешкало 776 осіб у 296 домогосподарствах у складі 223 родин. Було 360 помешкань
Расовий склад населення:
| - 88,8 % — білих - 6,8 % — корінних американців - 0,1 % — азіатів - 1,0 % — осіб інших рас |

До двох чи більше рас належало 3,2 %. Частка іспаномовних становила 2,6 % від усіх жителів.
За віковим діапазоном населення розподілялося таким чином: 25,5 % — особи молодші 18 років, 58,8 % — особи у віці 18—64 років, 15,7 % — особи у віці 65 років та старші. Медіана віку мешканця становила 43,9 року. На 100 осіб жіночої статі у місті припадало 100,0 чоловіків;  на 100 жінок у віці від 18 років та старших — 102,1 чоловіків також старших 18 років.
Середній дохід на одне домашнє господарство  становив 70 238 доларів США (медіана — 56 957), а середній дохід на одну сім'ю — 71 527 доларів (медіана — 58 958). Медіана доходів становила 37 500 доларів для чоловіків та 27 031 долар для жінок. За межею бідності перебувало 7,1 % осіб, у тому числі 11,4 % дітей у віці до 18 років та 15,1 % осіб у віці 65 років та старших.
Цивільне працевлаштоване населення становило 413 осіб. Основні галузі зайнятості: виробництво — 20,1 %, сільське господарство, лісництво, риболовля — 18,4 %, освіта, охорона здоров'я та соціальна допомога — 16,5 %.